# Tomislav Erceg
Tomislav Erceg (Split, Croàcia, 22 d'octubre de 1971) és un futbolista croat retirat que disputà quatre partits amb la selecció de Croàcia.